# Грамцов
Грамцов (нем. Gramzow) — община в Германии, районный центр, расположен в земле Бранденбург.
Входит в состав района Уккермарк. Подчиняется управлению Грамцов. Население составляет 1986 человек (на 31 декабря 2010 года). Занимает площадь 65,67 км².

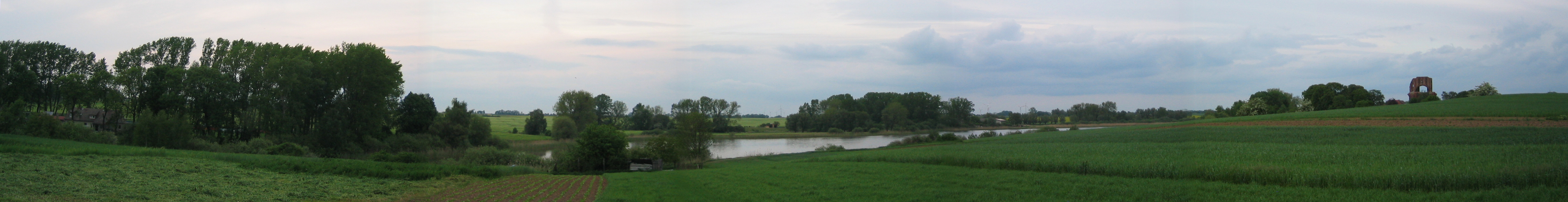

| Год  | Население |
| ---- | --------- |
| 2005 | 2147      |
| 2010 | 1997      |